# FanMail Tour
FanMail Tour é a primeira turnê do girl group americano TLC. A turnê suporta seu terceiro álbum de estúdio, FanMail. A turnê visitou a América do Norte com datas planejadas no Japão e na Europa. No entanto, as datas internacionais após a segunda etapa norte-americana foram canceladas.

## Sobre
O TLC fez uma turnê nacional simplesmente chamado FanMail Tour depois do álbum delas. A maioria das datas da turnê estava esgotada. O TLC cantou todos os seus sucessos. O concerto, com uma coreografia rigorosa, contou com uma banda de cinco integrantes, sete dançarinos, cybertechnics e um androide gigante chamado "Virtual Vic-E". Em 27 de setembro de 1999, o TLC doou uma faixa exclusiva intitulada "I Need That" para MP3.com, que os fãs puderam baixar gratuitamente no site da empresa. Em troca, o MP3.com patrocinou a turnê e doou dez centavos para a Associação de Doenças das Células Sickle cada vez que a música era baixada.
Na época, o TLC tinha que lidar com os rumores incessantes de que eles estavam se separando. Lisa Lopes disse ao New York Daily News: "Muitas pessoas têm a impressão de que estou deixando o grupo. Esse não é o caso ..." Ela também acrescentou: "A magia do grupo tem tudo a ver com o química entre mim, Tionne e Chilli ... com o TLC, é como se, se não houvesse algo errado, simplesmente não estaria certo". A turnê terminou em sua cidade natal de Atlanta, meses depois do Super Bowl XXXIV. O prefeito Bill Campbell deu ao grupo uma chave para a cidade e declarou em 29 de janeiro o "Dia do TLC".
Em 18 de março de 2000, o grupo tinha um especial PayPerView do show ao vivo completo em Atlanta, chamado TLC: Sold Out.
Algumas performances de seu show no MCI Center, Washington, D.C., em 23 de janeiro de 2000, foram posteriormente incluídas em sua coletânea japonesa TLC 20: 20th Anniversary Hits (2013).

## Sinopse do concerto
O show foi dividido em cinco atos mais um encore. Começou com um tema futurista e uma introdução do androide de tela gigante, "Virtual Vic-E", dando as boas-vindas ao público para o show. Após o término do vídeo, todos os 3 membros se levantam do palco, cada um com roupas de prata diferentes para executar "FanMail", bem como "Silly Ho" e "If They Knew". Os dançarinos de reserva usavam capas e calças de chuva roxas. A primeira parte da turnê contou com as garotas usando roupas com tema de borboleta, mas elas foram rapidamente substituídas por roupas de prata por razões desconhecidas. Após o final de "If They Knew", Lopes revelou uma sacola de correspondência recebida dos fãs na cidade e prometeu que ela e os outros membros a leriam mais tarde no programa.
O show continuou na era do Ooooooohhh... On the TLC Tip, em que as integrantes cantaram "Ain't 2 Proud 2 Beg", "What About Your Friends" e "Baby-Baby-Baby", vestidos de macacão branco cercado com tinta spray multicolor em homenagem à sua imagem inicial. Lopes também usava grandes óculos cor-de-rosa e uma chupeta no pescoço.
Pouco antes do início da era CrazySexyCool, a Vic-E detectou um intruso nos bastidores. O intruso, um homem com uma fantasia de capuz preto, revelou-se como um vilão malvado. Ele viu o saco de fanmail e começou a roubá-lo, deixando a banda e os dançarinos de backup mais tarde para detê-lo. No entanto, eles quase não teve qualquer momento para meditar sobre isso, quando TLC voltou para executar "Creep", pouco depois, sem saber do roubo, com pijama de seda Lopes, Watkins e Thomas, muito semelhantes aos que usavam no videoclipe de "Creep". Os dançarinos de apoio também usavam pijamas. Lopes e Thomas tiveram sua própria plataforma em ambas as extremidades do palco, enquanto Watkins estava no meio do palco principal. Todas as meninas acabaram no palco principal para fazer o rap de Lopes. Seguindo com "Red Light Special", que mais uma vez apresentava Lopes e Thomas em suas plataformas separadas, mas em vez disso, sentado em uma cadeira e Watkins no palco principal. Várias dançarinas também sentaram em cadeiras, dançando sedutoramente.
Os solos de cada membro seguiram logo após o interlúdio de dança de "Housequake", começando com Left Eye, interpretando um rap inédito intitulado "Crazy". Ela também fez vários truques de mágica e tocou o teclado. Em seguida, seguiu o solo de Chilli, vestido como uma vaqueira para cantar "Come on Down". Ela também foi acompanhada por várias dançarinas também vestidas como vaqueiras. Depois da música, ela foi então baixada no palco principal. Ela ressurgiu usando uma roupa nova que ela, junto com o resto dos membros, usou até o final do show. Ela então pegava um homem da plateia e começava a tocar "I Miss You So Much" com o homem sentado em uma cadeira e Chilli cantando para ele. T-Boz foi a última a executar seu solo, aparecendo no palco vestida em um terno roxo com uma bengala de madeira para cantar as primeiras linhas do famoso canto de marcha militar, "I Don't Know (But I Been Told)". Ela então retirava seu traje para revelar um traje similar ao de Chilli durante a performance de "I Miss You So Much", para cantar " If I Was Your Girlfriend ", "Touch Myself" e "Dear Lie".
Depois que os solos das garotas foram o Ato 4, intitulado Rain. "Unpretty" foi a primeira música do show, que contou com muitas crianças do público que vieram cantar com eles. "I'm Good at Being Bad", "Shout" e "My Life" foi cantada depois.
Ato 5 começou com Lopes finalmente percebendo o saco de fanmail que faltava, e o grupo foi informado pela banda e pela audiência que o vilão malvado a levou. Decepcionadas, as garotas se voltavam para Vic-E, que explicava que as cartas não revelariam a força total do vínculo entre o TLC e os fãs, e asseguraria ao público que o TLC as ama. As garotas cantaram a música "Waterfalls". A tela gigante mostrava clipes do videoclipe e da corrida na água. Dançarinos de apoio usavam camisas coloridas diferentes.
Durante o último show da turnê em Atlanta, Goodie Mob fez uma aparição especial para tocar sua música com o TLC, "What it Ain't". "No Scrubs" foi a música final do show, que teve Watkins e Lopes nas plataformas finais do palco e Thomas no palco principal, com uma dançarina tentando dar o seu número para ela. Todos acabariam voltando para o palco principal Juntos para fazer o rap de Left Eye na música, assim como a música estava acabando, a bolsa de fanmail retornou, havia uma nota anexada do vilão, pedindo desculpas pelo roubo, e explicando que ele tinha escrito para eles centenas de E eles nunca escreveram de volta. Ele revela que ele comprou algumas camisetas como um presente de desculpas e colocou-as na sacola. As meninas começaram a distribuir as camisetas para a platéia e agradecer a multidão. juntou as mãos com Lopes, Watkins e Thomas para terminar o show.

## Recepção crítica
A turnê recebeu críticas positivas dos críticos. Natalie Nichols, do Los Angeles Times, descreveu o show de Anaheim como: "... um concerto pop do século XXI, com todo o encanto e senso de diversão que você esperaria [...] que o TLC encantasse os fãs, enquanto ressaltava a permanência poder que tornou o trio feminino mais vendido da história, [...] uma banda de sete músicos conseguiu se manter fora do caminho, tocando a mistura de soul, hip-hop, funk e pop do TLC ... No entanto, este foi um ato moderno multi-platina que tinha muita carne para combinar com o chiado".
Darryl Morden do The Hollywood Reporterdescreveu o show de Nova York como "inteligente, sexy, elegante, doce, ousado, deslumbrante e diversificado, a apresentação de 100 minutos na noite de sexta-feira foi cheia de flash, mas baseada em carisma pessoal. banco de trás para showmanship antiquado, envolvente".
Troy Augusto, da Variety, descreveu-a como "uma excitante noite de canto e dança que transmitiu todos os seus sucessos de forma encantadora".
Gene Stout, do Seattle Post-Intelligencer, acrescentou: "A demanda reprimida pela mistura incendiária de pop, hip-hop e R&B do trio de Atlanta fez da noite uma celebração".
No entanto, Craig Seymour da Entertainment Weekly afirma, "... houve sinais ocasionais da disputa que dividiu Lisa" Olho Esquerdo "Lopes de seus companheiros de banda Rozonda 'Chilli' Thomas e Tionne 'T-Boz' Watkins. Durante o show, Chilli e T-Boz se cumprimentaram enquanto ignoravam o Olho Esquerdo.O Olho Esquerdo, por sua vez, passava pelos outros dois como se fossem meros pedacinhos para evitar. E sobre seus amigos "quando T-Boz apareceu para olhar para o olho esquerdo enquanto cantava as letras, que sobre seus amigos / eles vão deixar você para baixo / eles estarão por perto?".

## Aberturas
- Destiny's Child (16 shows)[10]
- Christina Aguilera (26 shows)
- K-Ci & JoJo (13 shows)
- Missy Eliott (1 show)
- Goodie Mob (4 shows)
- 'N Sync (2 shows)
- Backstreet Boys (3 shows)
- Britney Spears (8 shows)
- Madonna (1 show)
- Mariah Carey (2 shows)
- Blaque (28 shows)
- Ideal (1 show)
- Vega (1 show)
- Marc Nelson (2 shows)

## Set-list
Parte 1: The Future
- "Vic-E Opening Intro" (Vídeo introdução)
- "FanMail"
- "A Interpretação Vic-E - Interlúdio"
- "Silly Ho"
- "If They Knew"

Parte 2: Ooooooohhh... On The TLC Tip
- "Ain't 2 Proud 2 Beg"
- "What About Your Friends"
- "Baby-Baby-Baby"

Parte 3: CrazySexyCool
- "Creep"
- "Red Light Special"
- "Crazy" (Solo de Left Eye)
- "Come on Down/I Miss You So Much" (Solo de Chilli)
- "CrazySexyCool (Interlúdio)"
- "Touch Myself/If I Was Your Girlfriend/Dear Lie" (Solo de T-Boz)

Parte 4: Rain
- "Unpretty"
- "I'm Good at Being Bad"
- "My Life"
- "Shout"

Parte 5: The Meaning of FanMail
- "Waterfalls"

Parte 6: Encore
- "What it Ain't" (Atuação Especial em Atlanta)
- "No Scrubs"

## Datas dos shows
| Data                   | Cidade           | País           | Local                                |
| ---------------------- | ---------------- | -------------- | ------------------------------------ |
| América do Norte       |                  |                |                                      |
| 22 de outubro de 1999  | Toronto          | Canadá         | Air Canada Centre                    |
| 23 de outubro de 1999  | Montreal         | Canadá         | Centre Bell                          |
| 25 de outubro de 1999  | Ottawa           | Canadá         | Canadian Tire Centre                 |
| 27 de outubro de 1999  | Grand Rapids     | Estados Unidos | Van Andel Arena                      |
| 29 de outubro de 1999  | Fairborn         | Estados Unidos | Nutter Center                        |
| 31 de outubro de 1999  | Baltimore        | Estados Unidos | Baltimore Arena                      |
| 2 de novembro de 1999  | Greenville       | Estados Unidos | BI-LO Center                         |
| 5 de novembro de 1999  | Raleigh          | Estados Unidos | Raleigh Entertainment & Sports Arena |
| 7 de novembro de 1999  | Hampton          | Estados Unidos | Hampton Coliseum                     |
| 9 de novembro de 1999  | Toledo           | Estados Unidos | Savage Hall                          |
| 12 de novembro de 1999 | Hartford         | Estados Unidos | Hartford Civic Center                |
| 13 de novembro de 1999 | Providence       | Estados Unidos | Providence Civic Center              |
| 16 de novembro de 1999 | Cleveland        | Estados Unidos | Gund Arena                           |
| 18 de novembro de 1999 | Cleveland        | Estados Unidos | CSU Convocation Center               |
| 20 de novembro de 1999 | Pittsburgh       | Estados Unidos | Civic Arena                          |
| 22 de novembro de 1999 | Milwaukee        | Estados Unidos | Bradley Center                       |
| 26 de novembro de 1999 | Minneapolis      | Estados Unidos | Target Center                        |
| 28 de novembro de 1999 | St. Louis        | Estados Unidos | Kiel Center                          |
| 1 de dezembro de 1999  | Houston          | Estados Unidos | Compaq Center                        |
| 3 de dezembro de 1999  | Phoenix          | Estados Unidos | America West Arena                   |
| 3 de janeiro de 2000   | San Diego        | Estados Unidos | San Diego Sports Arena               |
| 5 de janeiro de 2000   | Oakland          | Estados Unidos | The Arena in Oakland                 |
| 7 de janeiro de 2000   | Anaheim          | Estados Unidos | Arrowhead Pond of Anaheim            |
| 8 de janeiro de 2000   | Oakland          | Estados Unidos | The Arena in Oakland                 |
| 10 de janeiro de 2000  | Seattle          | Estados Unidos | KeyArena                             |
| 11 de janeiro de 2000  | Portland         | Estados Unidos | Rose Garden                          |
| 16 de janeiro de 2000  | Auburn Hills     | Estados Unidos | The Palace of Auburn Hills           |
| 20 de janeiro de 2000  | Boston           | Estados Unidos | FleetCenter                          |
| 21 de janeiro de 2000  | New York City    | Estados Unidos | Madison Square Garden                |
| 23 de janeiro de 2000  | Washington, D.C. | Estados Unidos | MCI Center                           |
| 25 de janeiro de 2000  | Philadelphia     | Estados Unidos | First Union Center                   |
| 27 de janeiro de 2000  | Sunrise          | Estados Unidos | National Car Rental Center           |
| 29 de janeiro de 2000  | Atlanta          | Estados Unidos | Philips Arena                        |

## Créditos
| Banda - Dallas Austin - Teclados - Thomas Martin - Guitarra - Thomas Knight - Bateria / Percussão - Ethan Farmer - Baixo - Eric Daniels - Teclado / MD - Christopher Rupert - Percussão / Bateria Coreógrafo - Devyne Dançarinos - Oththan Burnside - Artesanato Jamaica - Ray Johnson - Aakomon Jones | - Shannon Lopez - Dean Pagtakhan - Kevin White Gerente de produção - Jason Scianno - Tanya Greenblatt Guarda-roupa e estilista - Julie Mijarcs - Laurie Chang (estilista assistente) Gerente de produção de turnê - Dale "Opie" Skjerseth Designer de palco - Lisa "Left Eye" Lopes |